# Euplexia mniochlora
Euplexia mniochlora là một loài bướm đêm trong họ Noctuidae.